# ماسئو (انتیوکیا)
ماسئو (انگلیسی: Maceo, Antioquia)یک منطقه مسکونی در کشور کلمبیا است.